# 赤井 (川口市)
赤井（あかい）は、埼玉県川口市の大字及び町名。現行行政地名は大字赤井、赤井一丁目から四丁目。町丁部分は住居表示実施済み。郵便番号は334-0073。

## 地理
川口市の東部に位置する。見沼代用水を境に大字地区と住居表示実施部分に分かれる。三ツ和との境界には毛長川が流れる。

## 歴史

### 沿革
もとは江戸期より存在した足立郡舎人領に属する赤井村であった。
- はじめは幕府領で、以降変遷なし[5]。
- 1871年（明治4年）11月13日 - 第1次府県統合により埼玉県の管轄となる。
- 1879年（明治12年）3月17日 - 郡区町村編制法により成立した北足立郡に属す。郡役所は浦和宿に設置。
- 1889年（明治22年）4月1日 - 町村制施行に伴い、赤井、東本郷、蓮沼、前野宿、東貝塚、大竹、峯、新堀、榛松、江戸袋の十箇村が合併し、新郷村の大字赤井となる。
- 1940年（昭和15年）4月1日 - 新郷村が同郡鳩ヶ谷町（1950年に再分離、2011年に再編入）、芝村、神根村と共に川口市に編入され消滅。川口市の大字となる。
- 1981年（昭和56年）11月1日 - 大字赤井の南側と東本郷の一部、大字江戸袋の一部から赤井一丁目〜四丁目が成立[6]。

## 世帯数と人口
2018年（平成30年）3月1日現在の世帯数と人口は以下の通りである。
| 大字・丁目 | 世帯数    | 人口    |
| ---------- | --------- | ------- |
| 赤井       | 1,587世帯 | 3,762人 |
| 赤井一丁目 | 513世帯   | 1,143人 |
| 赤井二丁目 | 103世帯   | 252人   |
| 赤井三丁目 | 236世帯   | 546人   |
| 赤井四丁目 | 693世帯   | 1,539人 |
| 計         | 3,132世帯 | 7,242人 |

## 小・中学校の学区
市立小・中学校に通う場合、学区（校区）は以下の通りとなる。
| 大字・丁目 | 番地 | 小学校               | 中学校           |
| ---------- | ---- | -------------------- | ---------------- |
| 赤井       | 全域 | 川口市立新郷小学校   | 川口市立東中学校 |
| 赤井一丁目 | 全域 | 川口市立新郷南小学校 | 川口市立東中学校 |
| 赤井二丁目 | 全域 | 川口市立新郷南小学校 | 川口市立東中学校 |
| 赤井三丁目 | 全域 | 川口市立新郷南小学校 | 川口市立東中学校 |
| 赤井四丁目 | 全域 | 川口市立新郷南小学校 | 川口市立東中学校 |

## 交通

### 道路
- 首都高速道路川口線
- 第二産業道路

## 施設
大字赤井
- 埼玉県立川口特別支援学校
- わかゆり学園
- 真言宗 福寿院
  - 福寿院墓地 - 北側にやや離れた住宅地内に立地する。
- 赤井氷川神社
- 前野宿川公園
- 緑ヶ丘緑地
- 緑ヶ丘さるすべり公園
- 赤井少年サッカー場

1丁目
- 赤井第二公園
- 川口市 毛長川庭球場

2丁目
- 東京電力パワーグリッド 北川口変電所

3丁目
- 文化放送 川口送信所
- 円通寺
- 辰井公園

4丁目
- 赤井公園

## 関連文献
- 「赤井村」『新編武蔵風土記稿』 巻ノ139足立郡ノ5、内務省地理局、1884年6月。NDLJP:763997/114。